# Springfield (New Hampshire)
Pour les articles homonymes, voir Springfield.
Springfield est une municipalité américaine située dans le comté de Sullivan au New Hampshire. Selon le recensement de 2010, sa population est de 1 311 habitants.

## Géographie
La municipalité s'étend sur 44,13 milles carrés (114,3 km2), dont 0,88 milles carrés (2,28 km2) d'étendues d'eau.

## Histoire
La localité de Protectworth est fondée en 1769 par des familles originaires de Portsmouth, dont le beau-frère du gouverneur John Wentworth. Elle devient une municipalité en 1794, sous le nom de Springfield.